# 盈江掌突蟾
盈江掌突蟾（学名：Leptobrachella yingjiangensis），一种分布于中华人民共和国云南省盈江县和越南安沛省木江界县等地区的两栖动物，隶属于角蟾科掌突蟾属。其种加词“yingjiangensis”意为“盈江的”。

## 形态特征
盈江掌突蟾雄蟾体长25.7～27.6毫米。身体背部皮肤粗糙，呈深棕色，具模糊的深棕色斑纹，并散布橙色的不规则斑块；四肢的背侧面具有深棕色的细横纹；腹部光滑，呈灰白色，胸部和腹部的侧面散布有明显的小深褐色斑点。

## 保护
本种于2023年被收录入《有重要生态、科学、社会价值的陆生野生动物名录》。